# Rade bei Rendsburg
Rade bei Rendsburg é um município da Alemanha, localizado no distrito de Rendsburg-Eckernförde, estado de Schleswig-Holstein.